# Władysław Adamczyk (polityk)
Władysław Szczepan Adamczyk (ur. 16 listopada 1928 w Modelu, zm. 24 października 2018) – polski rolnik i działacz społeczny, poseł na Sejm PRL III kadencji. Budowniczy Polski Ludowej.

## Życiorys
Był synem Szczepana (oficjalisty) i Józefy z domu Kłys, posiadał wykształcenie podstawowe. W 1948 wstąpił do Polskiej Zjednoczonej Partii Robotniczej. Był założycielem (1949) i w latach 1954–1992 prezesem Rolniczej Spółdzielni Produkcyjnej w Modelu. W latach 1975–1981 i 1986–1989 zasiadał w Komitecie Wojewódzkim PZPR w Płocku, w pierwszym z tych okresów także w jego egzekutywie. Pełnił mandat posła na Sejm PRL III kadencji z okręgu Płock.
Od 1995 przebywał na emeryturze. Był żonaty z Janiną z domu Motylewską (zm. 2011), miał dzieci: Romana (ur. 1949, wojskowego), Zofię (ur. 1953) i Bożenę.
Odznaczony Orderem Budowniczych Polski Ludowej (1974), Krzyżem Kawalerskim Orderu Odrodzenia Polski, czy w 1999 Medalem za Długoletnie Pożycie Małżeńskie.